# Thomas Nelson Jr.
Thomas Nelson Jr. (ur. 26 grudnia 1738 w Yorktown (Wirginia), zm. 4 stycznia 1789 w Mont Air, Hrabstwo Hanover) – amerykański delegat Kongresu Kontynentalnego ze stanu Wirginia, sygnatariusz Deklaracji Niepodległości Stanów Zjednoczonych.

## Życiorys
Thomas Nelson Jr., urodził się w Yorktown w stanie Wirginia; uczęszczał do szkół prywatnych, absolwent Christ’s College Uniwersytetu Cambridge w Anglii, w 1761 r.; członek Kongresu Kontynentalnego w latach 1775-77;  mianowany dowódcą wojska stanu Wirginia w 1777 r., którym był aż 1781 r., kiedy zrezygnował z powodu złego stanu zdrowia; ponownie członek Kongresu Kontynentalnego w 1779 r.; gubernator stanu Wirginia w 1781 r.; zmarł w  posiadłości swojego syna Mont Air (Hrabstwo Hanover) w stanie Wirginia.